# 弥勒石
弥勒石（みろくいし）とは、
1. 和歌山県の霊場高野山の奥之院の御廟橋を渡ってすぐ左側の中にある祠に納められた石。祠には、片手が入る小さな穴があり、触れると弥勒菩薩の御利益があるという。さらに、持ちあげると願いが叶うと云われている。なお、この名をつけた饅頭がみやげとして売られている。
2. 奈良県明日香村にある石像。条里制の標石であったらしいが定かでない。目の不自由な人など身体障害者の信仰対象となっている。

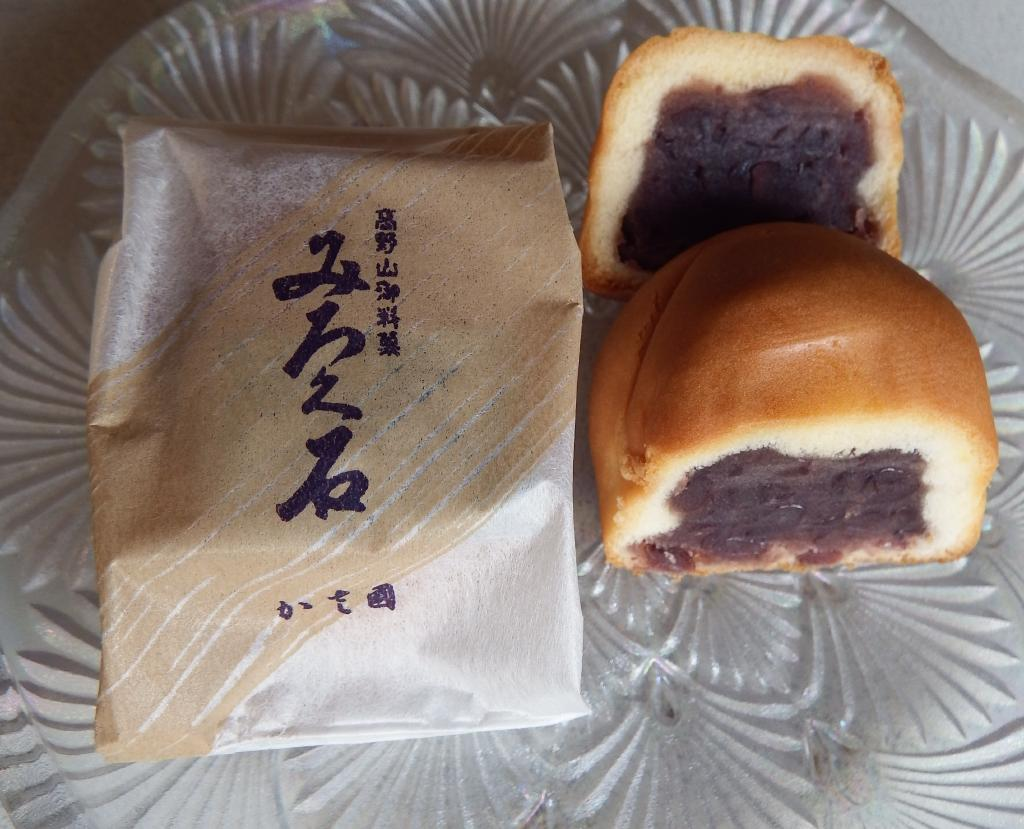
高野山銘菓　みろく石
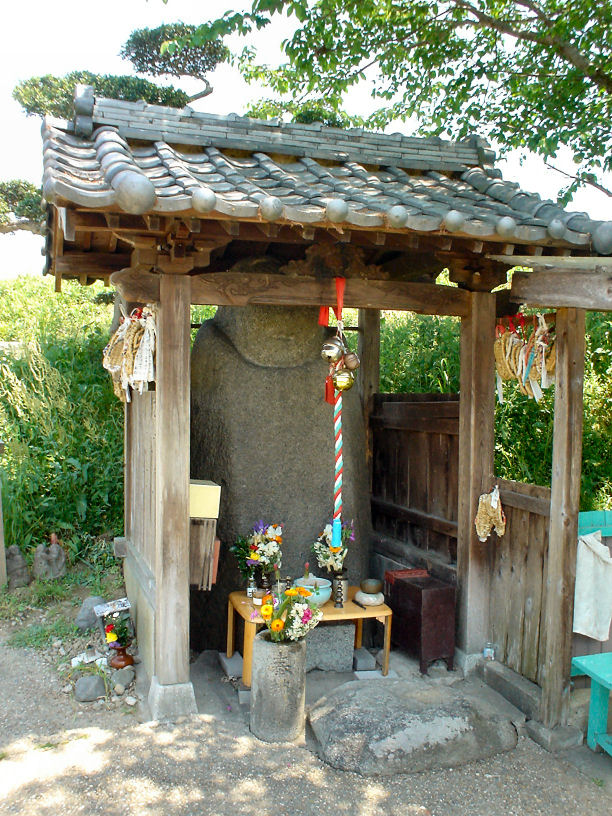
明日香の弥勒石